# Río Corubal
El río Corubal (en portugués: Rio Corubal) es un río del oeste de África, un tributario importante del río Geba. Se levanta cerca de Labé en la meseta de Futa Yallon de Guinea, después entra en Guinea-Bisáu en su frontera oriental, y luego serpentea por lo general al suroeste, acercándose a la frontera con Guinea, luego se vuelve al noroeste, pasa por Xitole, y luego desemboca en el extremo superior del río Geba. Por una distancia corta, forma la frontera internacional entre los dos países africanos.
En febrero de 1969, al cruzar el río el ejército portugués en retirada de los territorios en la margen izquierda en el sector de Madina do Boé, hubo uno suceso que fue conocido como el «Desastre do Cheche», que causó la muerte de 47 militares portugueses.